# Nieluba
Nieluba – staropolskie imię żeńskie, złożone z dwóch członów: nie- (negacja) i -luba ("miła, przyjemna, kochana"). Mogło oznaczać po prostu "niemiła" albo powstać przez negację imion z pierwszym członem Lubo-, takich, jak Lubomira.
Męski odpowiednik: Nielubiec.